# FMねまらいん

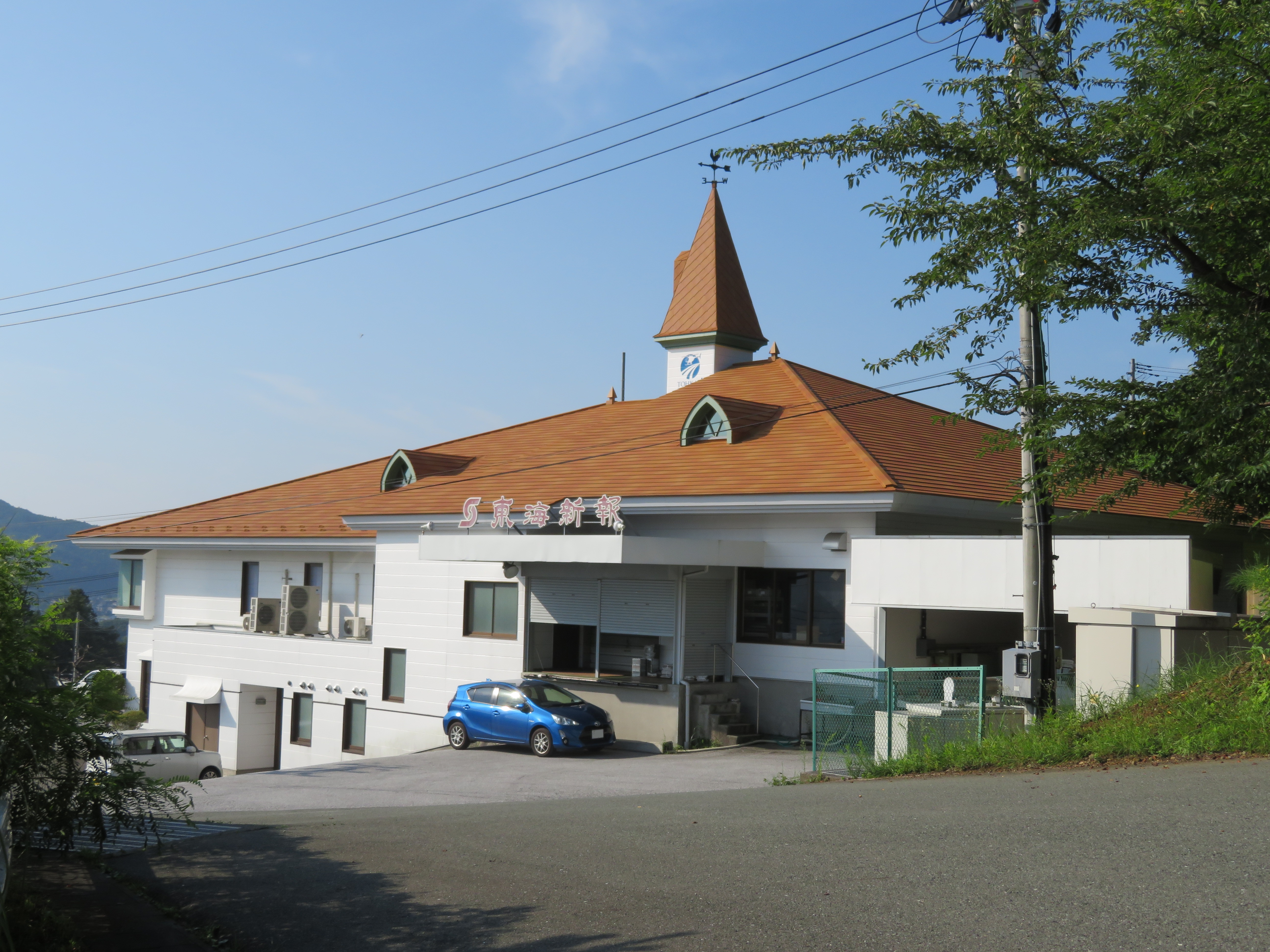
FMねまらいん/防災・市民メディア推進協議会が入っている、東海新報社の本社社屋。2019年撮影。

特定非営利活動法人防災・市民メディア推進協議会（とくていひえいりかつどうほうじん・しみんメディアすいしんきょうぎかい）は、岩手県大船渡市の一部地域を放送区域として、超短波放送（FM放送）をしていた特定地上基幹放送事業者である。
FMねまらいん（エフエムねまらいん）の愛称でコミュニティ放送をしていた。またレディオ大船渡の呼称も放送中で用いられた。
2025年4月より放送を休止していた（後述）。

## 沿革
東日本大震災による臨時災害放送局として2011年（平成23年）3月31日に開局したおおふなとさいがいFMが前身。地元企業により設立された特定非営利活動法人の事業にコミュニティ放送を組み込むことになり、これを引き継ぐ形で2013年（平成25年）4月5日に開局した。臨時災害放送局が閉局せずそのままコミュニティ放送に転換された事例はたかはぎFMに次いで全国2番目で東北では初。ただ、周波数は臨時災害放送局の78.5MHzから87.5MHzに変更し、陸前高田市に置いていた中継局は継承しなかった。
第1演奏所を盛町に、第2演奏所を大船渡町（法人本部）に設置している。日曜深夜も含め22時間放送（毎日2:00 - 4:00は放送休止）で、自社制作番組以外の時間帯は2018年3月まではJ-WAVEの番組を放送していたが、2018年4月からはミュージックバードの番組の放送に変更された。
2013年（平成25年）4月5日の開局と同時にSimulRadioに参加、インターネットでの聴取が可能となった。
2022年（令和4年）10月3日の放送から、月曜日から木曜日までの午前10時から17時までの番組については、岩手県一関市にあるコミュニティー放送局であるFMあすもの番組を共同制作という目的で番組の供給を受けた。
2023年（令和5年）3月31日19時をもってミュージックバードからの配給を終了。翌4月1日5時より、J-WAVEの放送を再開した。それにより一部放送時間の変更が生じている。

### 経営不振から閉局まで
2025年（令和7年）3月17日、「経営状況の悪化」「機器の老朽化」「恒常的な人員不足」などを理由に同年3月31日での放送休止を発表。3月31日13時30分に放送を休止した。6月末日までの3か月間を休止期間とし、再開に向け放送免許の譲渡や経営移管などを模索するとともに、閉局も視野に入れていると明かした。しかし後継団体は見当たらず再開は困難であると判断し、6月の総会で閉局を決め、総務省に廃止届を提出。6月20日に受理された。

## 主な番組
- きらモニ!（月 - 金 7:30 - 9:00）
- 875Chanねる（月 - 金 12:00 - 13:00）
- HOME TOWN（月 - 水 18:50 - 19:00、木 17:00 - 19:00）
- WEEKEND STATION（金 16:00 - 16:20） - 2024年2月から2025年1月31日まで放送[10]。
- HOT ひと息 大船渡温泉（金 16:20 - 17:00）

他局番組
- スターダスト・レビューの星になるまで（金 13:00 - 13:30、再放送：金 10:30 - 11:00）
- サンドウィッチマンのラジオやらせろ!（再放送：金 10:00 - 10:30）